# اتسوکو ایچی‌هارا
اتسوکو ایچی‌هارا (انگلیسی: Etsuko Ichihara؛ زادهٔ ۲۴ ژانویهٔ ۱۹۳۶ - ۱۲ ژانویه ۲۰۱۹) یک هنرپیشه اهل ژاپن است. وی از سال ۱۹۵۷ میلادی تا زمان مرگش مشغول فعالیت بوده‌است.
از فیلم‌ها یا برنامه‌های تلویزیونی که وی در آن نقش داشته‌است می‌توان به باران سیاه، مارماهی، شورش سامورایی اشاره کرد.